# Ramon O'Callaghan i Tarragó
Ramon O'Callaghan i Tarragó (Benissanet, 26 de febrer del 1798 - Montpeller, França, 11 d'abril del 1844) fou un militar que lluità a favor de la causa carlina, servint a les ordres de Cabrera durant la Primera Guerra Carlina.
O'Callaghan, membre d'una família amb ascendència irlandesa una branca de la qual s'havia instal·lat a la localitat de Benissanet (Ribera d'Ebre), va ser militar professional durant el regnat de Ferran VII. Va participar en la campanya contra el Trienni Constitucional i en la Guerra dels Malcontents el 1827, per la qual cosa hagué d'exiliar-se a França.
En esclatar la Primera Guerra Carlina el 1833, es va unir a les tropes de Cabrera, comandant el cos d'elit 1r Batalló de Móra com a coronel. Més endavant, fou nomenat governador de les capitals administratives carlines al Maestrat de Cantavella i Morella, la qual defensà durant el setge del general Oraá.
El 1840 marxà a l'exili amb la resta del derrotat exèrcit de Cabrera, morint a Montpeller l'11 d'abril del 1844.